# 伊藤敬一
伊藤 敬一（いとう けいいち、1933年〈昭和8年〉 - ）は、日本の薬学者。薬学博士（東京大学）。北海道薬科大学名誉教授、元北海道薬科大学学長。山口県出身

## 略歴
- 1957年（昭和32年）東京大学医学部薬学科卒
- 1964年（昭和39年）同大学院医学研究科薬学専攻博士課程修了。学位論文の題　「アミンのN-アミドメチル誘導体の還元分解」[1]。 同年、同医学部助手
- 1967年（昭和42年）静岡県立大学薬学部助教授、同薬学部教授
- 1980年（昭和55年）北海道薬科大学薬学部教授
- 1984年（昭和59年）北海道薬科大学薬学部長
- 1990年（平成2年）北海道薬科大学学長
- 2002年（平成14年）北海道薬科大学退職。同名誉教授
- 2004年（平成16年）青森大学薬学部客員教授（～2008年）
- 2009年（平成21年）秋の叙勲において瑞宝中綬章を受章する[2]。

## 研究領域
専門は有機化学や化学系薬学。複素芳香族アジト類の光化学反応やソラレン類緑化合物に関する薬品科学的研究、発蛍光性複素芳香族試薬の開発

## 受賞歴
瑞宝中綬章（2009年）。